# Günter Stiller
Günter Stiller (* 10. Februar 1936) war Fußballspieler im Bereich des DDR-Fußball-Verbandes. In dessen höchster Spielklasse, der DDR-Oberliga, spielte er für den SC Lokomotive Leipzig. Außerdem bestritt er Länderspiele für die DDR-Junioren- und die B-Nationalmannschaft.

## Sportliche Laufbahn
Stiller spielte zunächst als Schüler bei der Betriebssportgemeinschaft (BSG) „Albert Richter“ in Halle (Saale). Als Juniorenspieler wechselte er zur BSG Motor Dessau, wo er 1954 in den Kader der DDR-Juniorennationalmannschaft berufen wurde. Am 23. Oktober 1954 (Bulgarien – DDR 1:1) und am 27. März 1955 (CSSR – DDR 1:4) bestritt er als Stürmer seine beiden einzigen Juniorenländerspiele, in denen er jeweils ein Tor schoss. Für Motor Dessau spielte Stiller bis 1958, zuletzt in der drittklassigen II. DDR-Liga. 
Zur Saison 1959 schloss er sich dem DDR-Oberligisten SC Lok Leipzig an, wo er am 5. April 1959 seinen Einstand in der Eliteliga gab. In der Begegnung des 4. Spieltages Aktivist Brieske-Senftenberg – Lok Leipzig (2:0) wurde er als halblinker Stürmer aufgeboten. Vom 10. Spieltag an hatte er in der Oberligamannschaft einen Stammplatz sicher, bestritt in der über 26 Runden laufenden Saison 19 Spiele und wurde zusammen mit Rudolf Krause mit fünf Meisterschaftstreffern bester Torschütze der Leipziger. 
In den Jahren 1959 und 1960 trug der DDR-Fußball-Verband neun B-Länderspiele aus. Stiller wurde dreimal aufgeboten, zum ersten Mal in der Begegnung Tschechoslowakei – DDR (1:0) am 23. September 1959. Während er in diesem Spiel noch als Einwechselspieler eingesetzt wurde, kam er in den unmittelbar folgenden B-Länderspielen DDR – Bulgarien (2:1) am 10. Juli 1960 und Sowjetunion – DDR (2:1) am 17. August 1960 von Beginn an als Stürmer in die Mannschaft. Zu Torerfolgen kam Stiller in diesen Spielen nicht, sodass er anschließend nicht mehr für DDR-Auswahlspiele berücksichtigt wurde. Im gleichen Zeitraum bestritt Stiller auch zwei Spiele mit der Leipziger Stadtauswahl im Messestädte-Pokal. So spielte er im Wettbewerb 1958/60 am 4. März 1959 in Leipzig gegen die belgische Mannschaft Royale Union Saint-Gilloise (1:0) als Mittelstürmer und im Messepokal 1960/61 am 19. Oktober 1960 als halblinker Stürmer in der Begegnung Belgrad – Leipzig (4:1). In der letztgenannten Partie schoss er das Tor für die Leipziger Auswahl. Beide Begegnungen waren die Rückspiele in der ersten Runde des Wettbewerbs, nach denen Leipzig jeweils ausschied. 
In der Oberligasaison 1960 war Stiller eine feste Größe im Aufgebot des SC Lok. Vorwiegend als Mittelstürmer eingesetzt absolvierte er 22 der 26 ausgetragenen Punktspiele und gehörte mit seinen sechs Meisterschaftstoren erneut zu den torgefährlichsten Spielern seiner Mannschaft. Mit drei Toren war er auch maßgeblich daran beteiligt, das der SC Lok das Viertelfinale des DDR-Pokalwettbewerbes erreichte (SC Lok – SC Motor Jena 0:2). 1961 wurden die Spielzeiten im DDR-Fußball auf den Sommer-Frühjahr-Rhythmus umgestellt. Dazu wurde die Saison 1961/62 mit 39 Runden ausgetragen. Stiller startete wieder als Stammspieler des SC Lok, verletzte sich aber am 9. Spieltag. Danach wurde er nur noch am 13. Spieltag in der 2. Halbzeit eingesetzt. Seine Verletzung erwies sich als so schwerwiegend, dass Stiller den Leistungssport aufgeben musste. Er ging Anfang 1962 zu seiner alten Gemeinschaft Motor Dessau zurück. 